# Combat Medical Badge

Combat Medical Badge

Das Combat Medical Badge ist eine Auszeichnung der United States Army, die im März 1945 eingeführt wurde. Jedes Mitglied der Armee Medical Department bis zum Rang Oberst kann damit ausgezeichnet werden, wenn er medizinische Unterstützung im Kampfeinsatz am Boden leistet. Das Combat Medical Badge wurde rückwirkend ab dem 6. Dezember 1941, dem Angriff auf Pearl Harbor, verliehen.  
Ab dem 3. Juni 2005 ist medizinisches Personal der Special Forces nicht mehr für die Auszeichnung berechtigt, können aber jetzt das Combat Infantryman Badge erhalten. Medizinisches US-Militärpersonal kann für nicht Kampfeinsätze mit dem Expert Field Medical Badge ausgezeichnet werden.
Ursprünglich wurde der Orden nur einmal verliehen. Von 1951 bis 1969 konnte die Auszeichnung auch mehrfach an Soldaten verliehen werden. Dabei wurde sie je einmal pro Krieg vergeben. Nur die Soldaten Henry Jenkins und Wayne Slagel erhielten den Orden dreimal. Seit 1969 wird der Orden wieder nur noch einmal verliehen.
Seit dem Jahre 1947 erhielten Soldaten, die während des Zweiten Weltkrieges mit dem Combat Medical Badge ausgezeichnet wurden, zusätzlich den Bronze Star. Die Grundlage dafür war, dass das Combat Medical Badge nur an Soldaten verliehen wurde, welche die Bedingungen für den Bronze Star erfüllten.

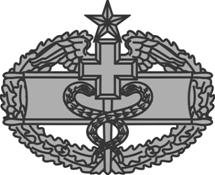
Zweite Auszeichnung
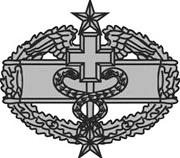
Dritte Auszeichnung
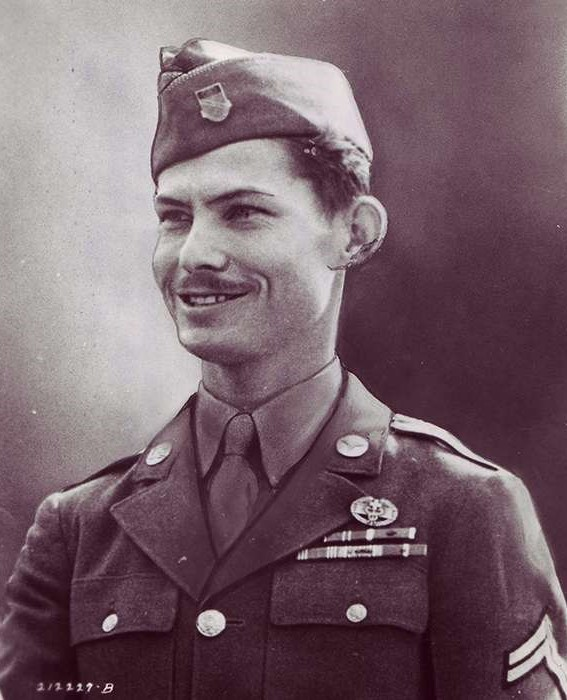
Desmond Doss mit Combat Medical Badge
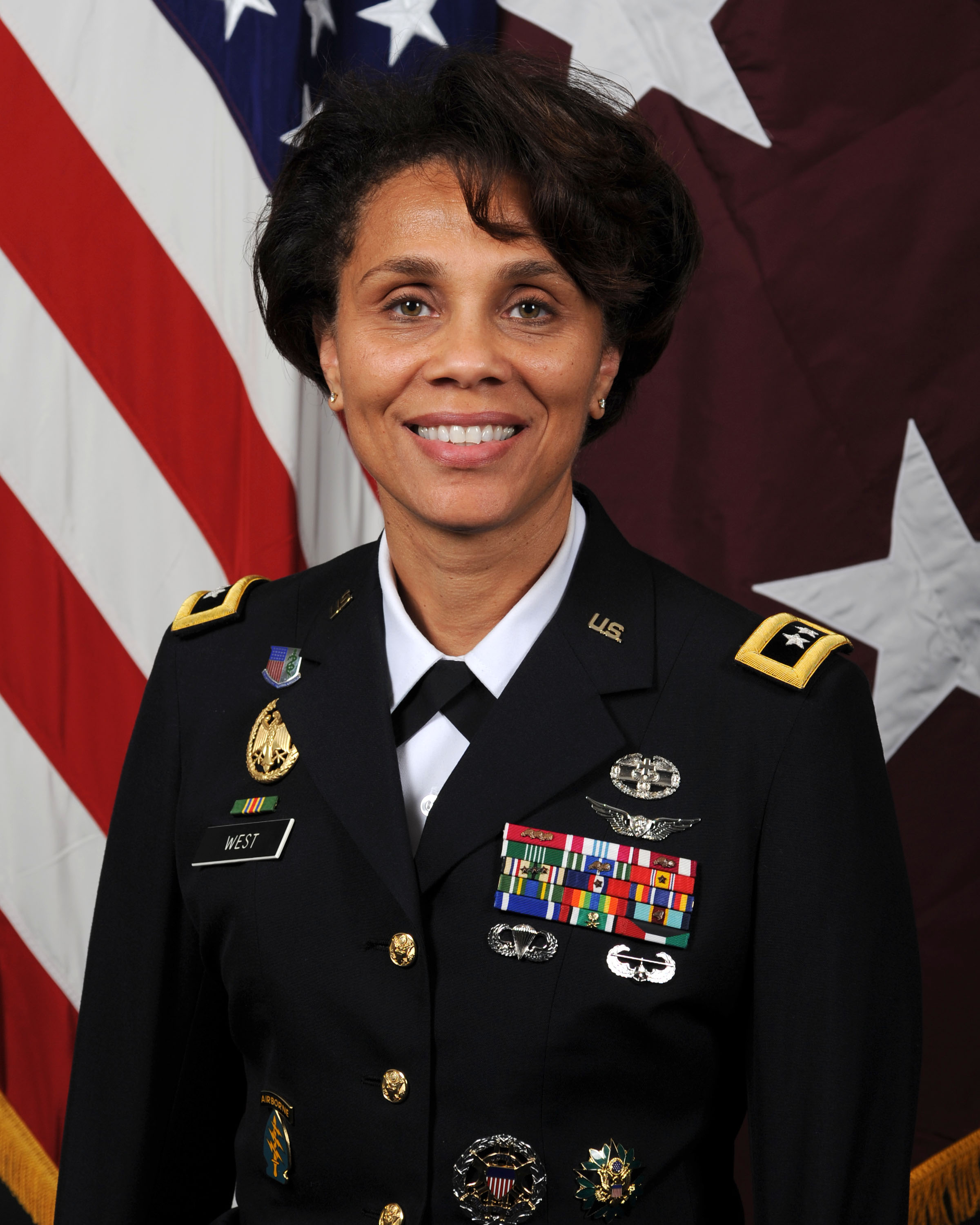
Nadja West mit Combat Medical Badge

## Bekannte Träger des Combat Medical Badge
- Desmond Doss
- Nadja West